# 長田事件
長田事件（ながたじけん）は、北朝鮮（朝鮮民主主義人民共和国）によるスパイ事件。1965年（昭和40年）8月30日摘発（検挙）。

## 概要
戦前、日本に渡った山本一郎こと崔俊洽は福岡県下で魚類の行商に従事していたが、第二次世界大戦終結後、北朝鮮に引き揚げた。北朝鮮では、農業協同組合にあって指導員の職に就いていたが、1963年（昭和38年）2月、北朝鮮工作員として当局に召喚され、約3カ月のスパイ訓練を受けた。
崔俊洽は、
- 神戸港および佐世保港を中心とする在日米軍基地の調査
- 韓国（大韓民国）への潜入、在韓米軍基地の調査、韓国での反米運動の組織化

などの任務を指示され、1963年7月中旬、日本海に面した京都府竹野郡丹後町（現、京丹後市）下の経ヶ岬の海岸から日本に密入国した。
不法入国後、崔俊洽は自身の姪にあたる神戸市長田区在住の在日朝鮮人宅を拠点として土木作業員をしながら、スパイ活動を展開した。具体的には、在日米海軍の動向調査、特に佐世保基地や神戸港における航空母艦や潜水艦の入港状況等の情報収集、日本の自衛隊の航空基地の情報収集、造船所など日本の基幹産業の情報収集などであった。
兵庫県警察は、1965年8月30日、韓国への浸透を計画中の崔俊洽（当時55歳）を逮捕した。
神戸地方裁判所は、1965年12月14日、崔俊洽に対し、出入国管理令（出入国管理及び難民認定法）・外国人登録法・外国為替及び外国貿易法違反で懲役1年2カ月の判決を下した。崔は、1967年（昭和42年）、自費で北朝鮮に出国した。